# Бумкомбинат (посёлок)
Бумкомбина́т, посёлок при станции Бумкомбинат — посёлок при станции (тип населённого пункта) в Кирово-Чепецком районе Кировской области. Входит в Просницкое сельское поселение. Население — 188 жителей (по Всероссийской переписи населения 2010 года).

## История
После строительства Транссиба на месте будущей станции был устроен разъезд 3, по переписи 1926 года относившийся к Злобинскому сельсовету Просницкой волости Вятского уезда (переписью было зафиксировано население 25 человек и 8 домохозяйств).
Название «Бумкомбинат» появилось в конце 1930-х годов в связи с принятием решения о строительстве крупнейшего в СССР комбината по производству бумаги и началом массового поступления оборудования для него. Проект строительства бумкомбината не был реализован, и начало железнодорожного строительства, итогом которого стала современная станция, относится к 1940 году, когда было организовано железнодорожное сообщение площадки строящегося Кирово-Чепецкого промышленного узла (ТЭЦ и завода 752) от полустанка Бумкомбинат на линии Транссиба.

## География
Застройка
Улицы станции: Кирпичный проезд, Пионерская улица, Привокзальная улица, улица Труда, улица Энергетиков.

## Население
| 2010 |
| ---- |
| 188  |

## Инфраструктура
В 2007 году на станции Бумкомбинат был заложен фундамент современного завода облицовочного кирпича ОАО «Кирово-Чепецкий кирпичный завод», мощностью более 40 млн штук условного кирпича, спроектированный немецкими компаниями «Keller HCW» (город Иббенбюрен) и «Rieter Werke» (город Констанц). Завод был запущен 18 декабря 2008 года, это событие стало первым мероприятием в новом качестве утверждённого губернатором Кировской области Никиты Белых.